# 임호영 (1959년)
임호영(任浩永, 1959년  ~ )는 대한민국의 군인이다. 제26대 한미연합군사령부 부사령관이다.

## 학력
- 대한민국 육군사관학교 38기[2]
- 대한민국 육군보병학교

## 경력
- 수도방위사령부 작전처장
- 2008년 준장 2차 진급
- 제1군단 참모장
- 제2작전사령부 작전처장[2]
- 2010년 소장 1차 진급
- 제6보병사단장[2]
- 한미연합사령부 작전참모부차장[2]
- 제5군단장[2]
- 합동참모본부 전략기획본부장[2]
- 한미연합군사령부 부사령관[2]
- 재단법인 한미동맹재단 부회장
- 한국군사학회 회장
- 한국청소년연맹 총재
- 영등포고등학교 총동문회장
- 국민의힘 살리는 선거대책위원회 중앙선대위 산하 위원회 글로벌비전위원회 부위원장
- 국민의힘 살리는 선거대책위원회 총괄특보단 국방안보특보단 한·미동맹특보
- 국민의힘 북핵위기대응특별위원회 위원
- 인천광역시 외교·안보 자문단 안보·군사문제 분야 전문가
- 제2대 재단법인 한미동맹재단 회장